# پیروراپتور
 پیروراپتور(نام علمی: Pyroraptor) نام یک سرده از تیره دونده‌خزندگان است.